# Harri Virtanen
Harri Virtanen, född 2 maj 1963 i Sippola, är en finsk manusförfattare, dramaturg och dramatiker.

## Biografi
2003 - 2006 var Harri Virtanen professor i dramaturgi vid Konstuniversitetets Teaterhögskola i Helsingfors. Sedan 2006 är han programchef för fiktion och underhållning vid Yle TV1. Tidigare har han varit dramaturg vid TV-kanalen Nelonen. 1996 spelade Radioteatern hans pjäs Namnam i översättning av Staffan Wigelius och i regi av Saara Salminen Wallin med bland andra Anders Ahlbom Rosendahl och Peter Andersson.